# Mankurt
A mankurt a türk mondák engedelmes rabszolgája, aki a szörnyű kínzás hatására elfelejtette a nevét, szüleit, kultúráját, nyelvét, és csak a legalapvetőbb létfunkciókra képes. 
A monda és a szó Csingiz Ajtmatov kirgiz író Az évszázadnál hosszabb ez a nap (И дольше века длится день, 1981) című regényéből vált világszerte ismertté. A volt Szovjetunió török kultúrájú vidékein (mint Üzbegisztán, Kazahsztán, Tatárföld) gyakran használják azokra a honfitársaikra, akik elhanyagolják saját nyelvüket és kultúrájukat, például eloroszosodnak.
A regényben leírt kirgiz legenda szerint volt egy ősi törzs, amely nagyon kegyetlenül bánt az elfogott ellenséggel. Közülük azok voltak szerencsések, akiket eladtak rabszolgának. A többiekből azonban mankurtot csináltak.
Ez úgy történt, hogy megkötözték a kezüket, kopaszra borotválták őket, a fejükre nyers tevebőrt húztak, és napokra kizavarták őket a sztyeppére. A tűző nap hamar kiszárította a tevebőrt, ami abroncsként feszült a fejükre, kiszorítva onnan minden emléket, még annak az emlékét is, hogy emberi lények voltak. Aki öt nap múlva még életben volt, azt feltáplálták és rabszolgamunkára fogták. Csak táplálékra szorultak, és mindent megtettek, amit rájuk bíztak. Mankurtnak lenni örök, reménytelen rabszolgaságot jelent. Még a tevebőrsisaktól sem tudtak megszabadulni szörnyű fájdalom nélkül, mert azon keresztül nőtt a hajuk a legenda szerint.